# Prophecy of Ragnarök
Prophecy of Ragnarök is het eerste album van de Zweedse Powermetal, Heavy Metalband Brothers of Metal, uitgebracht in 2017.

## Tracklist
1. The Death of the God of Light – 3:30
2. Son of Odin – 3:59
3. Prophecy of Ragnarök – 3:42
4. Defenders of Valhalla – 4:08
5. Concerning Norns – 1:40
6. Yggdrasil – 4:32
7. Tyr – 3:35
8. Siblings of Metal – 3:36
9. Gods of War – 3:54
10. Freya – 4:12
11. The Mead Song – 3:37
12. Sleipnir – 3:04
13. Fire Blood and Steel – 3:12
14. We Believe in Metal – 4:42

## Line-up
- Ylva Eriksson – zang
- Joakim Lindbäck Eriksson – zang
- Mats Nilsson – zang
- Dawid Grahn – gitaar
- Pähr Nilsson – gitaar
- Mikael Fehrm – gitaar
- Emil Wärmedal – basgitaar
- Johan Johansson – slaginstrumenten